# Caryanda haii
Caryanda haii (sinonim: Tszacris haii, Tinkham, 1940), vrsta kukca ravnokrilca iz porodice Acrididae koju je opisao Tinkham, 1940. Rasprostranjen je u istočnoj Kini. Ova vrsta skakavca jedina je unutar svoga roda.